# Gobierno de Guinea Ecuatorial en el exilio
El autodenominado Gobierno de Guinea Ecuatorial en el Exilio es una plataforma sociopolítica que se presenta como alternativa al gobierno de Teodoro Obiang en Guinea Ecuatorial. Presentado en Madrid el 29 de agosto de 2003 como el acuerdo entre tres formaciones de la oposición política, el Partido del Progreso de Guinea Ecuatorial (PPGE), el Partido Liberal de Guinea Ecuatorial (PLGE) y Acción Popular de Guinea Ecuatorial (APGE), estando estos dos últimos también integrados en la coalición Demócratas por el Cambio para Guinea Ecuatorial (DECAM), se estructura a imagen y semejanza de un gobierno formal.
Entre sus diversas iniciativas destaca la redacción de un Proyecto de Constitución de la República de Guinea Ecuatorial, de carácter democrático-liberal, así como un nuevo himno nacional (en sustitución de "Caminemos pisando las sendas de nuestra inmensa felicidad", compuesto por Atanasio Ndongo en 1968). Plácido Micó, secretario general de la Convergencia para la Democracia Social (CPDS) y uno de los líderes de la oposición no exiliada, relativizó la importancia del Gobierno en el Exilio y criticó el hecho de no haber este conseguido aglutinar a toda la oposición política, lo que a su juicio le restaba representatividad.
En junio de 2005 el Gobierno de Guinea Ecuatorial en el Exilio y la coalición DECAM firmaron un acuerdo de colaboración.
Durante la detención de Severo Moto por parte de la administración judicial española (de abril de 2008 a agosto del mismo año), la presidencia fue ejercida por el vicepresidente, Armengol Engonga.

## Gobierno provisional
- Presidente: Severo Moto (secretario general del PPGE).
- Vicepresidente: Armengol Engonga Ondo.
- Ministro Secretario de la Presidencia: Gabriel P. Moto Nsá.
- Ministra de Educación y Cultura: Regina Mañe Ela.
- Ministro de Hidrocarburos: Armengol N. Ondo.
- Ministro de Asuntos Exteriores y Portavoz del Gobierno: Donato Ndongo-Bidyogo
- Ministro del Interior: Pablo Ndong Ensema.
- Ministro de Administraciones públicas: Miguel Egon.
- Ministro de Sanidad: Amalio Buaki.